# Lengyelország az 1948. évi téli olimpiai játékokon
Lengyelország a svájci St. Moritzban megrendezett 1948. évi téli olimpiai játékok egyik részt vevő nemzete volt. Az országot az olimpián 5 sportágban 29 sportoló képviselte, akik érmet nem szereztek.

## Alpesisí
Férfi
| Versenyző             | Versenyszám | 1. futam      | 1. futam      | 2. futam | 2. futam | Összesítés    | Összesítés    |
| Versenyző             | Versenyszám | Idő           | Hely.         | Idő      | Hely.    | Idő           | Helyezés      |
| --------------------- | ----------- | ------------- | ------------- | -------- | -------- | ------------- | ------------- |
| Jan Gąsienica Ciaptak | Lesiklás    |               |               |          |          | 3:21,3        | 37.           |
| Jan Gąsienica Ciaptak | Műlesiklás  | nem ért célba | nem ért célba | kiesett  | kiesett  | kiesett       | kiesett       |
| Jan Lipowski          | Műlesiklás  | nem ért célba | nem ért célba | kiesett  | kiesett  | kiesett       | kiesett       |
| Józef Marusarz        | Lesiklás    |               |               |          |          | 3:20,2        | 35.           |
| Józef Marusarz        | Műlesiklás  | 1:19,2        | 27.*          | 1:14,0   | 31.      | 2:33,2        | 31.           |
| Jan Pawlica           | Lesiklás    |               |               |          |          | nem ért célba | nem ért célba |
| Jerzy Schindler       | Lesiklás    |               |               |          |          | 3:49,4        | 67.           |

| Versenyző             | Versenyszám | Lesiklás | Lesiklás | Lesiklás | Műlesiklás | Műlesiklás | Műlesiklás | Műlesiklás | Műlesiklás | Műlesiklás | Műlesiklás | Összesítés | Összesítés |
| Versenyző             | Versenyszám | Lesiklás | Lesiklás | Lesiklás | 1. futam   | 1. futam   | 2. futam   | 2. futam   | Össz.      | Össz.      | Össz.      | Összesítés | Összesítés |
| Versenyző             | Versenyszám | Idő      | Pont     | Hely.    | Idő        | Hely.      | Idő        | Hely.      | Idő        | Pont       | Hely.      | Pont       | Helyezés   |
| --------------------- | ----------- | -------- | -------- | -------- | ---------- | ---------- | ---------- | ---------- | ---------- | ---------- | ---------- | ---------- | ---------- |
| Jan Gąsienica Ciaptak | Összetett   | 3:21,3   | 14,67    | 26.      | 1:25,0     | 28.        | 1:27,2     | 56.*       | 2:52,2     | 16,45      | 38.        | 31,12      | 31.        |
| Józef Marusarz        | Összetett   | 3:20,2   | 14,01    | 25.      | 1:23,2     | 26.        | 1:18,8     | 35.        | 2:42,0     | 11,95      | 29.        | 25,96      | 27.        |
| Jerzy Schindler       | Összetett   | 3:49,4   | 30,12    | 51.      | nem indult | nem indult | kiesett    | kiesett    | kiesett    | kiesett    | kiesett    | kiesett    | kiesett    |

* - egy másik versenyzővel azonos eredményt ért el

## Északi összetett
| Versenyző                | Sífutás | Sífutás | Sífutás | Síugrás  | Síugrás  | Síugrás  | Síugrás | Síugrás | Összesítés | Összesítés |
| Versenyző                | Sífutás | Sífutás | Sífutás | 1. ugrás | 2. ugrás | 3. ugrás | Össz.   | Össz.   | Összesítés | Összesítés |
| Versenyző                | Idő     | Pont    | Hely.   | Távolság | Távolság | Távolság | Pont    | Hely.   | Pont       | Helyezés   |
| ------------------------ | ------- | ------- | ------- | -------- | -------- | -------- | ------- | ------- | ---------- | ---------- |
| Stefan Dziedzic          | 1:25:33 | 190,5   | 18.     | 52,0     | 54,5     | (52,0)   | 177,1   | 31.     | 367,60     | 20.        |
| Józef Daniel Krzeptowski | 1:31:05 | 162,0   | 26.     | 58,0     | (57,0)   | 60,5     | 197,8   | 18.     | 359,80     | 22.        |
| Tadeusz Kwapień          | 1:27:55 | 178,5   | 21.     | (47,0)   | 52,5     | 51,0     | 173,7   | 34.     | 352,20     | 25.        |
| Leopold Tajner           | 1:38:45 | 126,0   | 35.     | 61,5     | 58,0     | (55,0)   | 195,5   | 20.     | 321,50     | 34.        |

## Jégkorong
| Lengyel férfi jégkorongcsapat-játékoskeret                                                                   | Lengyel férfi jégkorongcsapat-játékoskeret                                                                         | Lengyel férfi jégkorongcsapat-játékoskeret                                                       |
| --- | --- | ------------------------------------------------------------------------------------------------ |
| - Henryk Bromowicz - Mieczysław Burda - Stefan Csorich - Zygmunt Ginter - Alfred Gansiniec - Tomasz Jasiński | - Mieczysław Kasprzycki - Bolesław Kolasa - Adam Kowalski - Eugeniusz Lewacki - Jan Maciejko - Czesław Marchewczyk | - Mieczysław Palus - Henryk Przeździecki - Hilary Skarżyński - Maksymilian Więcek - Ernest Ziaja |

### Eredmények
| 1948. január 30. | Lengyelország (POL) | 7 – 5 (0–2, 4–2, 3–1) | Ausztria | St. Moritz |

|  |  |  |  |  |
|  |  |  |  |  |
|  |  |  |  |  |
|  |  |  |  |  |

| 1948. január 31. | Egyesült Államok (USA) | 23 – 4 (5–0, 9–1, 9–3) | Lengyelország | St. Moritz |

|  |  |  |  |  |
|  |  |  |  |  |
|  |  |  |  |  |
|  |  |  |  |  |

| 1948. február 1. | Csehszlovákia (TCH) | 13 – 1 (2–0, 5–1, 6–0) | Lengyelország | St. Moritz |

|  |  |  |  |  |
|  |  |  |  |  |
|  |  |  |  |  |
|  |  |  |  |  |

| 1948. február 2. | Kanada (CAN) | 15 – 0 (5–0, 6–0, 4–0) | Lengyelország | St. Moritz |

|  |  |  |  |  |
|  |  |  |  |  |
|  |  |  |  |  |
|  |  |  |  |  |

| 1948. február 4. | Lengyelország (POL) | 13 – 7 (3–1, 6–2, 4–4) | Olaszország | St. Moritz |

|  |  |  |  |  |
|  |  |  |  |  |
|  |  |  |  |  |
|  |  |  |  |  |

| 1948. február 5. | Nagy-Britannia (GBR) | 7 – 2 (2–0, 1–1, 4–1) | Lengyelország | St. Moritz |

|  |  |  |  |  |
|  |  |  |  |  |
|  |  |  |  |  |
|  |  |  |  |  |

| 1948. február 6. | Svájc (SUI) | 14 – 0 (8–0, 5–0, 1–0) | Lengyelország | St. Moritz |

|  |  |  |  |  |
|  |  |  |  |  |
|  |  |  |  |  |
|  |  |  |  |  |

| 1948. február 8. | Svédország (SWE) | 13 – 2 (5–1, 4–1, 4–0) | Lengyelország | St. Moritz |

|  |  |  |  |  |
|  |  |  |  |  |
|  |  |  |  |  |
|  |  |  |  |  |

Végeredmény
| Helyezés | Csapat                 | M | Gy | D | V | G+ | G–  | Gk   | P   |
| --- | ---------------------- | - | -- | - | - | -- | --- | ---- | --- |
| Arany | Kanada (CAN)           | 8 | 7  | 1 | 0 | 69 | 5   | +64  | 15* |
| Ezüst | Csehszlovákia (TCH)    | 8 | 7  | 1 | 0 | 80 | 18  | +62  | 15* |
| Bronz | Svájc (SUI)            | 8 | 6  | 0 | 2 | 67 | 21  | +46  | 12  |
| 4. | Svédország (SWE)       | 8 | 4  | 0 | 4 | 55 | 28  | +27  | 8   |
| 5. | Nagy-Britannia (GBR)   | 8 | 3  | 0 | 5 | 39 | 47  | –8   | 6   |
| 6. | Lengyelország (POL)    | 8 | 2  | 0 | 6 | 29 | 97  | –68  | 4   |
| 7. | Ausztria (AUT)         | 8 | 1  | 0 | 7 | 33 | 77  | –44  | 2   |
| 8. | Olaszország (ITA)      | 8 | 0  | 0 | 8 | 24 | 156 | –132 | 0   |
| Az Egyesült Államok csapata csak versenyen kívül vehetett részt, mert nem az Amerikai Olimpiai Bizottság, hanem az Amerikai Jégkorongszövetség által összeállított csapat volt. |                        |   |    |   |   |    |     |      |     |
| – | Egyesült Államok (USA) | 8 | 5  | 0 | 3 | 86 | 33  | +53  | 10  |

* - Azonos pontszám esetén a jobb gólkülönbség döntött.
| Csapat        | Helyezés |
| ------------- | -------- |
| Lengyelország | 6.       |

## Sífutás
| Versenyző                                                                   | Versenyszám     | Eredmény | Helyezés |
| --------------------------------------------------------------------------- | --------------- | -------- | -------- |
| Stanisław Bukowski                                                          | 18 km           | 1:34:17  | 70.      |
| Stefan Dziedzic                                                             | 18 km           | 1:25:33  | 38.      |
| Józef Daniel Krzeptowski                                                    | 18 km           | 1:31:05  | 62.      |
| Tadeusz Kwapień                                                             | 18 km           | 1:27:55  | 47.      |
| Leopold Tajner                                                              | 18 km           | 1:38:45  | 76.      |
| Józef Daniel Krzeptowski Stanisław Bukowski Tadeusz Kwapień Stefan Dziedzic | 4 × 10 km váltó | 2:59:19  | 10.      |

## Síugrás
| Versenyző                | 1. ugrás | 2. ugrás | Összesítés | Összesítés |
| Versenyző                | Távolság | Távolság | Pont       | Helyezés   |
| ------------------------ | -------- | -------- | ---------- | ---------- |
| Jan Gąsienica Ciaptak    | 53,0     | 61,0     | 180,8      | 36.        |
| Jan Kula                 | 49,0     | 59,0     | 184,5      | 33.        |
| Józef Daniel Krzeptowski | 54,5     | 55,0     | 188,9      | 30.        |
| Stanisław Marusarz       | 59,0     | 59,0     | 192,8      | 27.        |